# Bufla
Le Bufla, officiellement 8,8 cm Flak 18 (Sfl.) auf Zugkraftwagen 12t (Sd.Kfz. 8), est un chasseur de chars allemand utilisé de septembre 1938 à mars 1943 par la Wehrmacht.

## Histoire
Lors de la PGM furent utilisés des canons antiaériens montés sur camions, que les allemands utilisèrent occasionnellement contre les chars. En 1919 apparut en Allemagne un véhicule polyvalent, tracteur d'artillerie surmonté d'un canon de 77 mm, utilisable en défense antiaérienne ou dans la lutte antichar, ou contre d'autres cibles. Il s'agissait du Krupp-Daimler KD 1 Kw.19 qui fut utilisé jusqu'en novembre 1938 sous le nom de Sd.Kfz. 1 . 
Durant cette même année 1938 apparut justement le concept du Bunkerflak (d'où le surnom du futur engin de combat), arme susceptible de mettre hors de combat les bunkers en effectuant des tirs directs dans leurs embrasures.
En août 1938 est réalisé un prototype : un 8,8 cm Flak 18 modifié greffé sur le plateau d'un Sd.Kfz. 8 modifié lui aussi. La cabine du véhicule et la structure de protection du moteur reçoivent pour cette occasion un blindage de 8 à 14,5 mm d'épaisseur. Un vaste bouclier blindé est installé pour protéger les servants du canon de tirs ennemis. Des casiers à munitions, contenant un total de 18 obus de 88 mm, sont fixés à l'arrière du véhicule.
Les premiers tests effectués s'avèrent concluants et sont commandés 30 exemplaires de série de ce casseur de bunkers. 
Cependant, au fil des essais, apparaissent de gros problèmes : le train de roulement s'use rapidement sous le poids de l'ensemble ; le moteur de l'engin supporte très mal les chocs dus aux tirs du canon ; les tirs, à la longue, arrachent le plateau du véhicule. Des modifications et renforcements sont effectués sans réellement résoudre les difficultés. Seuls 10 exemplaires du Bufla seront effectivement produits.

## Au combat
Les Bufla participent à la Campagne de Pologne, à la Bataille de France et sont engagés lors de l'opération Barbarossa.
S'ils s'avèrent redoutables contre les bunkers, ils sont aussi de puissants véhicules antichars susceptibles de détruire leurs cibles à longue distance. Cependant  leur taille (7 350 × 2 500 × 2 600 mm) ne leur permet pas de s'embusquer facilement et ils sont facilement repérables. Il semble qu'ils continuent à servir sur le Front de l'Est jusqu'en mars 1943, les trois derniers engins étant perdus à cette date.
En janvier 1944 fut réalisé le prototype d'un véhicule similaire, officiellement nommé 7,5 cm Pak 42 L/70 auf 3t Zugkraftwagen. Son canon était un 7,5 cm KwK 42 modifié, monté sur le plateau d'un Sd.Kfz.251, modifié lui aussi. Lors des essais apparaîtront les mêmes problèmes que connut son aîné.